# Liste der Kulturdenkmäler in Nidda
Die folgende Liste enthält die in der Denkmaltopographie ausgewiesenen Kulturdenkmäler auf dem Gebiet  der  Stadt Nidda, Wetteraukreis, Hessen.
Hinweis: Die Reihenfolge der Denkmäler in dieser Liste orientiert sich zunächst an Stadtteilen und anschließend der Anschrift, alternativ ist sie auch nach der Bezeichnung, der vom Landesamt für Denkmalpflege vergebenen Nummer oder der Bauzeit sortierbar.
Kulturdenkmäler werden fortlaufend im Denkmalverzeichnis des Landes Hessen durch das Landesamt für Denkmalpflege Hessen auf Basis des Hessischen Denkmalschutzgesetzes (HDSchG) geführt. Die Schutzwürdigkeit eines Kulturdenkmals hängt nicht von der Eintragung in das Denkmalverzeichnis des Landes Hessen oder der Veröffentlichung in der Denkmaltopographie ab.

## Bad Salzhausen
| Bild                     | Bezeichnung                                                 | Lage | Beschreibung                                                                                  | Bauzeit                                                     | Objekt-Nr. |
| ------------------------ | ----------------------------------------------------------- | --- | --------------------------------------------------------------------------------------------- | ----------------------------------------------------------- | ---------- |
| weitere Bilder           | Gesamtanlage Kurallee, Kurstraße                            | Bad Salzhausen, Gesamtanlage Kurallee Lage | Kur-Allee mit den Pensionen Wulle, Kurallee 1 und Kurheim Eiser, Kurallee 5.                  |                                                             | 2947 DDB   |
| weitere Bilder           | Gesamtanlage Kurpark                                        | Bad Salzhausen, Gesamtanlage Kurpark Lage | 40 Hektar großes Areal.                                                                       | Ab 1825 Oberer Kurpark, um 1880/1900 Unterer Kurpark        | 2948 DDB   |
| weitere Bilder           | Schwefelquelle                                              | Bad Salzhausen, Am Gradierbau (Kurpark) LageFlur: 2, Flurstück: 125/3                                                                          |                                                                                               |                                                             | 404801 DDB |
| weitere Bilder           | Ernst-Ludwigs-Heim                                          | Bad Salzhausen, Am Hasensprung 6 LageFlur: 3, Flurstück: 44/14                                                                                 |                                                                                               | Nach 1910                                                   | 2949 DDB   |
| weitere Bilder           | Wasserwerk Salzhausen                                       | Bad Salzhausen, Am hintersten Söderköppel LageFlur: 1, Flurstück: 23                                                                           |                                                                                               |                                                             | 963517 DDB |
| weitere Bilder           | Stadtbahnhof                                                | Bad Salzhausen, Berstädter Straße 5 LageFlur: 5, Flurstück: 3                                                                                  |                                                                                               | 1897                                                        | 184860 DDB |
| weitere Bilder           | Lithiumquelle                                               | Bad Salzhausen, Die Faktor- und Bruchwiese (Kurpark) LageFlur: 2, Flurstück: 98                                                                |                                                                                               | 1907                                                        | 404800 DDB |
| weitere Bilder           | Kurbahnhof                                                  | Bad Salzhausen, Im Park 3 LageFlur: 1, Flurstück: 49/1                                                                                         |                                                                                               | um 1900                                                     | 2950 DDB   |
| weitere Bilder           | Ehemaliger Tanzsaal                                         | Bad Salzhausen, Im Park 4 LageFlur: 1, Flurstück: 30/1                                                                                         |                                                                                               |                                                             | 404793 DDB |
| weitere Bilder           | Ehemaliges Laboratoriumsgebäude, heute Evangelische Kapelle | Bad Salzhausen, Kurallee 4 LageFlur: 2, Flurstück: 104/5                                                                                       | Rechteckiger Nutzsaal mit Walmdach und oktogonalem Dachreiter, 1993 um Gemeindesaal erweitert | 1834                                                        | 2951 DDB   |
| weitere Bilder           | Villa Quisisana                                             | Bad Salzhausen, Kurstraße 1 LageFlur: 2, Flurstück: 114/1                                                                                      |                                                                                               | 1885                                                        | 2955 DDB   |
| weitere Bilder           | Kurhaus                                                     | Bad Salzhausen, Kurstraße 2 LageFlur: 1, Flurstück: 1/3                                                                                        | Schloßartige Anlage von Georg Moller erbaut.                                                  | 1826 Mittelbau, 1835 Seitenpavillons                        | 2956 DDB   |
| weitere Bilder           | Badehaus                                                    | Bad Salzhausen, Kurstraße 2a LageFlur: 1, Flurstück: 2/3                                                                                       | Längsorientierter Fachwerkbau                                                                 | 1907                                                        | 2957 DDB   |
| weitere Bilder           |                                                             | Bad Salzhausen, Kurstraße 4, Kurstraße 6, Kurstraße 8 LageFlur: 1, Flurstück: 3/3                                                              | Nutzbau mit 2 Pavillons                                                                       | Nach 1850                                                   | 2959 DDB   |
| Langsdorffsches Wohnhaus | Langsdorffsches Wohnhaus                                    | Bad Salzhausen, Kurstraße 12 LageFlur: 1, Flurstück: 6/1                                                                                       |                                                                                               |                                                             | 204110 DDB |
| weitere Bilder           |                                                             | Bad Salzhausen, Kurstraße 24 LageFlur: 1, Flurstück: 11/3                                                                                      | große kubische Villa                                                                          | um 1910                                                     | 2960 DDB   |
| weitere Bilder           | Stahlquelle                                                 | Bad Salzhausen, Kurstraße 35, Kurstraße 45 LageFlur: 2, Flurstück: 134, 135/13                                                                 |                                                                                               | 1906 Pavillon kubisch, Ersatz für Vorgängerbau.             | 404795 DDB |
| weitere Bilder           | Haus Christiansruh                                          | Bad Salzhausen, Kurstraße 53, Der Dauberg, Kurstraße 55 LageFlur: 3, Flurstück: 1/2, 1/5, 2/4                                                  |                                                                                               | 1899                                                        | 775340 DDB |
| weitere Bilder           | Kurverwaltung                                               | Bad Salzhausen, Quellenstraße 2 LageFlur: 2, Flurstück: 113/3                                                                                  |                                                                                               | 18. Jahrhundert                                             | 404796 DDB |
| weitere Bilder           | Pumphaus und Umlenkmechanik                                 | Bad Salzhausen, Quellenstraße 5/10, Quellenstraße, Die Faktor- und Bruchwiese LageFlur: 2, Flurstück: 127, 158, 97/3, 98, 99                   |                                                                                               | Um 1820 (Ursprung 18. Jahrhundert)                          | 2964 DDB   |
| weitere Bilder           | Glockenbau                                                  | Bad Salzhausen, Quellenstraße 6 LageFlur: 2, Flurstück: 112                                                                                    |                                                                                               | 1760                                                        | 2965 DDB   |
| weitere Bilder           | Gradierbau                                                  | Bad Salzhausen, Quellenstraße 8 LageFlur: 2, Flurstück: 126                                                                                    |                                                                                               | 1880                                                        | 404799 DDB |
| weitere Bilder           | Wasserrad                                                   | Bad Salzhausen, Quellenstraße 10 (Kurpark), Quellenstraße 14 (Kurpark), Die Faktor- und Bruchwiese (Kurpark) LageFlur: 2, Flurstück: 127, 97/3 |                                                                                               | 18. Jahrhundert (1863 Mechanik erneuert)                    | 404794 DDB |
| weitere Bilder           | Trinkhalle und Konzertsaal                                  | Bad Salzhausen, Quellenstraße 10 (Kurpark), Quellenstraße 14 (Kurpark), Beim Salzborn LageFlur: 2, Flurstück: 127, 128                         |                                                                                               | 18. Jahrhundert (Kernbau), 1830 Wandelhalle und Konzertsaal | 404798 DDB |

## Borsdorf
| Bild           | Bezeichnung         | Lage                                                         | Beschreibung | Bauzeit | Objekt-Nr. |
| -------------- | ------------------- | ------------------------------------------------------------ | --- | ------- | ---------- |
| weitere Bilder |                     | Borsdorf, Dorfplatz 2 LageFlur: 1, Flurstück: 101            | |         | 2859 DDB   |
| weitere Bilder |                     | Borsdorf, Glaubzahler Straße 6 LageFlur: 1, Flurstück: 10    | | um 1750 | 2860 DDB   |
| weitere Bilder |                     | Borsdorf, Kirchstraße 1 LageFlur: 1, Flurstück: 100          | |         | 2861 DDB   |
| weitere Bilder | Evangelische Kirche | Borsdorf, Kirchstraße 2 LageFlur: 1, Flurstück: 44/1         | neuromanische, unverputzte Saalkirche aus dunklem Bruchsteinmauerwerk mit Gliederungselementen aus hellrotem Sandstein, eingezogener und niedrigerer Fünfachtelschluss im Süden, aufwändig gestalteter Sandstein-Risalit im Norden, der mit dem achtseitigen steinernen Dachreiter verbunden ist | 1873    | 2862 DDB   |
| weitere Bilder |                     | Borsdorf, Rabensteiner Straße 4 LageFlur: 1, Flurstück: 25/2 | |         | 2863 DDB   |
| weitere Bilder |                     | Borsdorf, Rabensteiner Straße 7 LageFlur: 1, Flurstück: 32   | | 1701    | 2864 DDB   |
| weitere Bilder |                     | Borsdorf, Rabensteiner Straße 8 LageFlur: 1, Flurstück: 23   | |         | 2865 DDB   |
| weitere Bilder |                     | Borsdorf, Taufsteinstraße 7 LageFlur: 1, Flurstück: 6        | |         | 2866 DDB   |
| weitere Bilder | Fachwerkhofreite    | Borsdorf, Taufsteinstraße 10 LageFlur: 1, Flurstück: 165/2   | |         | 2867 DDB   |
| weitere Bilder |                     | Borsdorf, Weiherstraße 12 LageFlur: 1, Flurstück: 38         | |         | 2870 DDB   |

## Eichelsdorf
| Bild           | Bezeichnung              | Lage                                                                       | Beschreibung                                                       | Bauzeit                           | Objekt-Nr. |
| -------------- | ------------------------ | -------------------------------------------------------------------------- | ------------------------------------------------------------------ | --------------------------------- | ---------- |
| weitere Bilder | Gesamtanlage             | Eichelsdorf, Gesamtanlage Eichelsdorf Lage                                 |                                                                    |                                   | 2871 DDB   |
| weitere Bilder |                          | Eichelsdorf, Eichelstraße 45 LageFlur: 1, Flurstück: 329                   |                                                                    |                                   | 2874 DDB   |
| weitere Bilder | Kriegerdenkmal           | Eichelsdorf, Eichelstraße (K 204) (bei Nr. 54) LageFlur: 1, Flurstück: 554 | Kriegerdenkmal 1870/71 am Bach vor der Brücke                      |                                   | 2873 DDB   |
| weitere Bilder | Evangelische Pfarrkirche | Eichelsdorf, Eichköppelstraße 18 LageFlur: 1, Flurstück: 412               | kleiner Saalbau mit Haubendachreiter und eingezogenem Rechteckchor | erste Hälfte des 13. Jahrhunderts | 2872 DDB   |
| weitere Bilder |                          | Eichelsdorf, Schlaggasse 7 LageFlur: 1, Flurstück: 315                     |                                                                    |                                   | 2875 DDB   |
| weitere Bilder |                          | Eichelsdorf, Zur Köhlermühle 9 LageFlur: 1, Flurstück: 53                  |                                                                    |                                   | 2876 DDB   |

## Fauerbach
| Bild           | Bezeichnung         | Lage                                                                              | Beschreibung                                                    | Bauzeit                            | Objekt-Nr. |
| -------------- | ------------------- | --------------------------------------------------------------------------------- | --------------------------------------------------------------- | ---------------------------------- | ---------- |
| weitere Bilder |                     | Fauerbach, Am Schloßberg 5 LageFlur: 1, Flurstück: 176/2                          |                                                                 |                                    | 2877 DDB   |
| weitere Bilder |                     | Fauerbach, Bürgerstraße 11 LageFlur: 1, Flurstück: 162/1                          |                                                                 |                                    | 2878 DDB   |
| weitere Bilder | Evangelische Kirche | Fauerbach, Kirchweg 1 LageFlur: 1, Flurstück: 47/1                                |                                                                 | 13. Jahrhundert, mehrfach umgebaut | 2881 DDB   |
| weitere Bilder | Erdkeller           | Fauerbach, Steingasse, Wallernhäuser Straße LageFlur: 1, 12, Flurstück: 446/1, 58 | Alter Erdkeller mit Bruchsteinsstirnwand und rundbogigem Portal |                                    | 2880 DDB   |

## Geiß-Nidda
| Bild               | Bezeichnung              | Lage                                                                   | Beschreibung                                                                              | Bauzeit             | Objekt-Nr. |
| ------------------ | ------------------------ | ---------------------------------------------------------------------- | ----------------------------------------------------------------------------------------- | ------------------- | ---------- |
| weitere Bilder     | Evangelische Pfarrkirche | Geiß-Nidda, Kirchgasse 8 LageFlur: 1, Flurstück: 37                    | frühgotische Pfeilerbasilika mit romanischem Westturm und spätgotischem Fünfachtelschluss | 13./14. Jahrhundert | 2889 DDB   |
| weitere Bilder     | Ehemaliges Backhaus      | Geiß-Nidda, Lindenbaum 1 LageFlur: 1, Flurstück: 30/2                  |                                                                                           |                     | 2882 DDB   |
| Jüdischer Friedhof | Jüdischer Friedhof       | Geiß-Nidda, Mühläcker (bei Schindkauteweg) LageFlur: 2, Flurstück: 245 |                                                                                           | 1891                | 204109 DDB |
| weitere Bilder     |                          | Geiß-Nidda, Mühlgasse 4 LageFlur: 1, Flurstück: 153                    |                                                                                           |                     | 2883 DDB   |
| weitere Bilder     |                          | Geiß-Nidda, Mühlgasse 5 LageFlur: 1, Flurstück: 211                    |                                                                                           |                     | 2884 DDB   |
| weitere Bilder     |                          | Geiß-Nidda, Parkstraße 5 LageFlur: 1, Flurstück: 73/2                  |                                                                                           |                     | 2885 DDB   |
| weitere Bilder     | Schleifelder Hof         | Geiß-Nidda, Schleifeld 8 LageFlur: 9, Flurstück: 16                    |                                                                                           |                     | 2890 DDB   |
| weitere Bilder     |                          | Geiß-Nidda, Zum Kreuz 14 LageFlur: 1, Flurstück: 82                    |                                                                                           |                     | 2886 DDB   |
| weitere Bilder     |                          | Geiß-Nidda, Zum Sportfeld 5 LageFlur: 1, Flurstück: 65                 |                                                                                           |                     | 2887 DDB   |
| weitere Bilder     |                          | Geiß-Nidda, Zum Sportfeld 16 LageFlur: 1, Flurstück: 17                |                                                                                           |                     | 2888 DDB   |

## Harb
| Bild           | Bezeichnung         | Lage                                               | Beschreibung | Bauzeit | Objekt-Nr. |
| -------------- | ------------------- | -------------------------------------------------- | ------------ | ------- | ---------- |
| weitere Bilder | Forsthaus Glaubzahl | Harb, Außerhalb Harb 1 LageFlur: 7, Flurstück: 5/7 |              | 1634    | 2891 DDB   |

## Kohden
| Bild           | Bezeichnung | Lage                                                                  | Beschreibung | Bauzeit | Objekt-Nr. |
| -------------- | ----------- | --------------------------------------------------------------------- | ------------ | ------- | ---------- |
| weitere Bilder |             | Kohden, Bachgasse 22 LageFlur: 1, Flurstück: 29/2                     |              |         | 2892 DDB   |
| weitere Bilder |             | Kohden, Bachgasse 24 LageFlur: 1, Flurstück: 26                       |              |         | 2893 DDB   |
| weitere Bilder |             | Kohden, Bachgasse 27 LageFlur: 1, Flurstück: 84/1                     |              |         | 2894 DDB   |
| weitere Bilder |             | Kohden, Hoherodskopfstraße 14 LageFlur: 1, Flurstück: 109/1           |              |         | 2895 DDB   |
| weitere Bilder |             | Kohden, Hoherodskopfstraße 16 LageFlur: 1, Flurstück: 161             |              |         | 2896 DDB   |
| weitere Bilder |             | Kohden, Hoherodskopfstraße 22/24 LageFlur: 1, Flurstück: 172/1, 173/1 |              | um 1660 | 2897 DDB   |
| weitere Bilder |             | Kohden, Hoherodskopfstraße 45 LageFlur: 1, Flurstück: 76/1            |              |         | 2898 DDB   |
| weitere Bilder |             | Kohden, Hoherodskopfstraße 53 LageFlur: 1, Flurstück: 57/2            |              |         | 2899 DDB   |

## Michelnau
| Bild           | Bezeichnung | Lage                                                     | Beschreibung | Bauzeit | Objekt-Nr. |
| -------------- | ----------- | -------------------------------------------------------- | ------------ | ------- | ---------- |
| weitere Bilder |             | Michelnau, Haisbachstraße 4 LageFlur: 1, Flurstück: 53/1 |              |         | 2900 DDB   |
| weitere Bilder |             | Michelnau, Johannesstraße 6 LageFlur: 1, Flurstück: 29/2 |              |         | 2901 DDB   |
| weitere Bilder | Alte Schule | Michelnau, Lindenstraße 5 LageFlur: 1, Flurstück: 321    |              | 1905    | 2902 DDB   |
| weitere Bilder |             | Michelnau, Lindenstraße 18 LageFlur: 1, Flurstück: 61    |              |         | 2903 DDB   |
| weitere Bilder |             | Michelnau, Lindenstraße 20 LageFlur: 1, Flurstück: 60/1  |              |         | 2904 DDB   |
| weitere Bilder |             | Michelnau, Lindenstraße 23 LageFlur: 1, Flurstück: 50    |              |         | 2905 DDB   |
| weitere Bilder |             | Michelnau, Lindenstraße 28 LageFlur: 1, Flurstück: 8     |              |         | 2906 DDB   |

## Nidda
| Bild                 | Bezeichnung                                   | Lage                                                                                        | Beschreibung | Bauzeit   | Objekt-Nr. |
| -------------------- | --------------------------------------------- | ------------------------------------------------------------------------------------------- | --- | --------- | ---------- |
| weitere Bilder       | Gesamtanlage Altstadt                         | Nidda, Gesamtanlage Altstadt Lage                                                           | Die Gesamtanlage ist definiert durch den Kern der mittelalterlichen Stadt innerhalb der Befestigungen. |           | 2798 DDB   |
| Bahnhof              | Bahnhof                                       | Nidda, Am Bahnhof 13, Bahnhof, Am Bahnhof 8 LageFlur: 4, Flurstück: 1/2, 421/4, 50          | | 1870      | 184857 DDB |
| Bild gesucht BW      | Neuer Jüdischer Friedhof                      | Nidda, Am Sterngucker LageFlur: 13, Flurstück: 215                                          | |           | 204107 DDB |
| weitere Bilder       | Brücke                                        | Nidda, Am Werkstempel LageFlur: 2, Flurstück: 286/2                                         | |           | 963186 DDB |
| weitere Bilder       | Bismarckstein                                 | Nidda, Auf dem Beundeberg LageFlur: 2, Flurstück: 47                                        | | 1908–1910 | 963282 DDB |
| weitere Bilder       |                                               | Nidda, Auf dem Graben 16/18 LageFlur: 1, Flurstück: 240/3                                   | Barockes Doppelhaus in Fachwerk |           | 2799 DDB   |
|                      |                                               | Nidda, Auf dem Graben 22 LageFlur: 1, Flurstück: 244/14                                     | |           | 602986 DDB |
| weitere Bilder       | Altes Hospital                                | Nidda, Auf dem Graben 35 LageFlur: 1, Flurstück: 264/3                                      | Barockes Fachwerkhaus mit mächtigen Dimensionen in den Hölzern. Reich ornamentiert, Wilde Mann-Form, gebogene Eckstreben. In der Giebelschwelle Inschrift: „WIR WERDEN HÄUSER BAUEN UND BEWOHNEN, SIE WERDEN WEINBERGE PFLANZEN UND DERSELBIGEN FRICHTEN GENIESSEN, DIE WERDEN NICHT TUN, DASS EIN FREMDER BEWOHNE.“ um 1680. Kulturdenkmal aus künstlerischen und geschichtlichen Gründen. |           | 2801 DDB   |
| weitere Bilder       |                                               | Nidda, Bahnhofstraße 54 LageFlur: 4, Flurstück: 56/3                                        | Geschlossen erhaltene Anlage des späten Historismus um 1900. |           | 2802 DDB   |
| Bild gesucht BW      | Alter Jüdischer Friedhof                      | Nidda, Bahnhofstraße (hinter Nr. 35) LageFlur: 4, Flurstück: 100/1, 100/2                   | |           | 775376 DDB |
| weitere Bilder       | Feuerwehrgerätehaus                           | Nidda, Gerbergasse 2 LageFlur: 1, Flurstück: 163/1                                          | Umgebautes Fachwerkhaus des 18. Jahrhunderts mit massivem Unterbau in Sandstein. |           | 3864 DDB   |
|                      |                                               | Nidda, Gerbergasse 4 LageFlur: 1, Flurstück: 165                                            | Fachwerkwohnhaus mit hohem Hallengeschoss und eingeschobenem Zwischengeschoss. |           | 2804 DDB   |
| weitere Bilder       |                                               | Nidda, Gerbergasse 9 LageFlur: 1, Flurstück: 148/1                                          | Freistehendes Fachwerkwohnhaus in merkwürdigen Mischformen. |           | 2805 DDB   |
| Ehemalige Realschule | Ehemalige Realschule                          | Nidda, Hindenburgstraße 2 LageFlur: 1, Flurstück: 885/8                                     | Bau im Zackenstil der Zwanziger Jahre des 20. Jahrhunderts mit von mehreren Säulen mit expressionistischen Kapitellen getragenem Mittelrisalit und regelmäßiger Fensterreihung. |           | 2806 DDB   |
| Gefallenendenkmal    | Gefallenendenkmal                             | Nidda, Hindenburgstraße (bei Nr. 2) LageFlur: 1, Flurstück: 713/5                           | |           | 2842 DDB   |
| weitere Bilder       | Johanniterturm                                | Nidda, Johanniterstraße 2 LageFlur: 4, Flurstück: 135                                       | Rest der Johanniterkirche St. Johannes Bapt. Ursprünglich romanische Pfeilerbasilika, der Turm 1491 hinzugefügt. |           | 2807 DDB   |
| weitere Bilder       | Turmtrafostation                              | Nidda, Johanniterstraße 4 LageFlur: 1, Flurstück: 136                                       | |           | 782722 DDB |
|                      |                                               | Nidda, Krugsche Gasse 4 LageFlur: 1, Flurstück: 343                                         | |           | 404219 DDB |
|                      |                                               | Nidda, Krugsche Gasse 16 LageFlur: 1, Flurstück: 331/2, 333                                 | |           | 404220 DDB |
| weitere Bilder       | Marktbrunnen                                  | Nidda, Markt LageFlur: 1, Flurstück: 929/3                                                  | |           | 2818 DDB   |
| weitere Bilder       | Altes Rathaus                                 | Nidda, Markt 1 LageFlur: 1, Flurstück: 187                                                  | | 1811      | 2810 DDB   |
| Sachteil Portal      | Sachteil Portal                               | Nidda, Markt 2 LageFlur: 1, Flurstück: 186/2                                                | |           | 2811 DDB   |
|                      |                                               | Nidda, Markt 4 LageFlur: 1, Flurstück: 186/2                                                | |           | 2812 DDB   |
| weitere Bilder       |                                               | Nidda, Markt 19 LageFlur: 1, Flurstück: 404/1                                               | |           | 2814 DDB   |
| weitere Bilder       |                                               | Nidda, Markt 20 LageFlur: 1, Flurstück: 403                                                 | |           | 2815 DDB   |
| weitere Bilder       |                                               | Nidda, Markt 21 LageFlur: 1, Flurstück: 380/2                                               | Teil der Gesamtanlage Altstadt |           | 847490     |
|                      |                                               | Nidda, Markt 26 LageFlur: 1, Flurstück: 228                                                 | |           | 2817 DDB   |
|                      |                                               | Nidda, Markt 28 LageFlur: 1, Flurstück: 407/1                                               | |           | 2813 DDB   |
| weitere Bilder       |                                               | Nidda, Mühlstraße 2 LageFlur: 1, Flurstück: 392                                             | |           | 2819 DDB   |
|                      |                                               | Nidda, Mühlstraße 4 LageFlur: 1, Flurstück: 393                                             | |           | 2820 DDB   |
|                      |                                               | Nidda, Mühlstraße 6 LageFlur: 1, Flurstück: 394                                             | |           | 2821 DDB   |
|                      |                                               | Nidda, Mühlstraße 9 LageFlur: 1, Flurstück: 365, 366                                        | |           | 2822 DDB   |
| Drei-Giebel-Haus     | Drei-Giebel-Haus                              | Nidda, Mühlstraße 13/15 LageFlur: 1, Flurstück: 359/7                                       | |           | 2823 DDB   |
|                      |                                               | Nidda, Mühlstraße 17 LageFlur: 1, Flurstück: 358                                            | |           | 2824 DDB   |
|                      |                                               | Nidda, Mühlstraße 19 LageFlur: 1, Flurstück: 357/1                                          | |           | 2825 DDB   |
|                      |                                               | Nidda, Mühlstraße 21 LageFlur: 1, Flurstück: 356/6                                          | |           | 2826 DDB   |
|                      |                                               | Nidda, Mühlstraße 22 LageFlur: 1, Flurstück: 413/1                                          | |           | 2827 DDB   |
|                      |                                               | Nidda, Mühlstraße 24 LageFlur: 1, Flurstück: 414                                            | |           | 2828 DDB   |
| weitere Bilder       |                                               | Nidda, Mühlstraße 26 LageFlur: 1, Flurstück: 418                                            | |           | 2829 DDB   |
| weitere Bilder       | Niddaer Stadtmühle                            | Nidda, Mühlstraße 28, Nidda (n.fl.Gew.II) LageFlur: 1, Flurstück: 1000/1, 419/3             | |           | 2830 DDB   |
| weitere Bilder       | Niddabrücke                                   | Nidda, Mühlstraße (bei Nr. 28) LageFlur: 1, Flurstück: 919/1                                | |           | 2832 DDB   |
| weitere Bilder       |                                               | Nidda, Neue Straße 2 LageFlur: 1, Flurstück: 162/3                                          | |           | 2831 DDB   |
| weitere Bilder       | Evangelische Stadtkirche „Zum Heiligen Geist“ | Nidda, Pfarrgasse 1 LageFlur: 1, Flurstück: 267                                             | Die evangelische Stadtkirche Zum Heiligen Geist wurde 1615–1618 erbaut. Sie ist die älteste Saalkirche in Oberhessen. 1616–1618 auf einem von Landgraf Ludwig geschenkten Grundstück erbaut durch den „fürstlichen Baumeister und Mainzer Werkmeister“, vermutlich Jakob Wustmann. Breitgelagerter Saalbau mit südlichem Chorturm und seitlichen Treppentürmen, Steiles Satteldach, hohe, beide Geschosse überspannende Fenster an der Fassade | 1616–18   | 2833 DDB   |
|                      |                                               | Nidda, Pfarrgasse 2 LageFlur: 1, Flurstück: 272/6                                           | |           | 2834 DDB   |
|                      |                                               | Nidda, Raun 1 LageFlur: 1, Flurstück: 188/1                                                 | Ehemaliges Stadtwirtshaus „Zum Goldenen Stern“, 1632 erbaut. Großes, zweigeschossiges Fachwerkhaus, aus zwei Bauteilen bestehend, mit starker Wirkung im Platzbild. Der rechte, größere Teil mit großem karniesumrahmten Rundbogenportal, darüber zwei Geschosse mit reichen Eckstreben und Feuerböcken in den Brüstungen. Giebel mehrfach übersetzt mit genasten Feuerböcken. Der linke Bauteil, ebenfalls giebelständig, überspannt die Hofdurchfahrt durch einen eleganten, von polygonalen Säulen mit doppeltem Eselsrücken getragenen Torbau: dort Datum „1632 HEINRICH OTTERBEIN DER MEISTER WAR“, darüber ähnliches Fachwerk wie am benachbarten Bau. Innerhalb der oberhessischen Fachwerkgeschichte einer der bedeutenden, kunsthistorisch wertvollen Bauten von Meiser Otterbein aus Langd in vorzüglicher Erhaltung mit reicher Fachwerkfiguration. Kulturdenkmal wegen seiner künstlerischen, geschichtlichen und städtebaulichen Bedeutung. (Ab 1938 Wohnhaus und ab 1970 als Rathaus der Stadt Nidda mitgenutzt. Seit 1984 Heimatmuseum.) |           | 2835 DDB   |
| weitere Bilder       |                                               | Nidda, Raun 11 LageFlur: 1, Flurstück: 191                                                  | |           | 2836 DDB   |
|                      |                                               | Nidda, Raun 56 LageFlur: 1, Flurstück: 102                                                  | |           | 2837 DDB   |
|                      |                                               | Nidda, Raun 58/60 LageFlur: 1, Flurstück: 100, 99                                           | |           | 2838 DDB   |
|                      |                                               | Nidda, Raun 62 LageFlur: 1, Flurstück: 98                                                   | |           | 2839 DDB   |
|                      |                                               | Nidda, Raun 64/66 LageFlur: 1, Flurstück: 95/1, 97                                          | |           | 2840 DDB   |
|                      |                                               | Nidda, Raun 88 LageFlur: 1, Flurstück: 78/1                                                 | |           | 2841 DDB   |
|                      |                                               | Nidda, Schillerstraße 14 LageFlur: 1, Flurstück: 768/1                                      | Gründerzeitliches Wohnhaus mit zwei Etagen, in der Achse der Mühlstraße. Giebel betont, dort Datum 1902. Gekoppelte Fenster, Mittelrisalit, Bossenquader an den Ecken, Eingang aus der Achse nach rechts versetzt. Einfacher Bau, noch in der Formensprach der Gründerzeit. Kulturdenkmal wegen seiner städtebaulichen Bedeutung und auch wegen seines lokalhistorischen Wertes als bestes erhaltenes Wohnhaus dieser Zeit. |           | 2843 DDB   |
| Münch’sche Apotheke  | Münch’sche Apotheke                           | Nidda, Schillerstraße 26 LageFlur: 1, Flurstück: 761/1                                      | |           | 2844 DDB   |
|                      |                                               | Nidda, Schillerstraße 31 LageFlur: 1, Flurstück: 749/1                                      | |           | 2845 DDB   |
| Ehemalige Synagoge   | Ehemalige Synagoge                            | Nidda, Schillerstraße 33 LageFlur: 1, Flurstück: 750                                        | |           | 963666 DDB |
|                      |                                               | Nidda, Schillerstraße 42 LageFlur: 1, Flurstück: 884/5                                      | |           | 2846 DDB   |
|                      |                                               | Nidda, Schloßgasse 7 LageFlur: 1, Flurstück: 279/2                                          | |           | 2847 DDB   |
|                      |                                               | Nidda, Schloßgasse 9 LageFlur: 1, Flurstück: 280/4                                          | |           | 2848 DDB   |
|                      |                                               | Nidda, Schloßgasse 11 LageFlur: 1, Flurstück: 281                                           | |           | 2849 DDB   |
|                      |                                               | Nidda, Schloßgasse 13 LageFlur: 1, Flurstück: 286/1                                         | |           | 2850 DDB   |
|                      |                                               | Nidda, Schloßgasse 14 LageFlur: 1, Flurstück: 381                                           | |           | 2851 DDB   |
|                      |                                               | Nidda, Schloßgasse 16 LageFlur: 1, Flurstück: 347                                           | |           | 2852 DDB   |
|                      |                                               | Nidda, Schloßgasse 18 LageFlur: 1, Flurstück: 346/1                                         | |           | 2853 DDB   |
| weitere Bilder       |                                               | Nidda, Schloßgasse 20, Krugsche Gasse 4 LageFlur: 1, Flurstück: 343, 345/1                  | |           | 2854 DDB   |
| weitere Bilder       | Schloss                                       | Nidda, Schloßgasse 23/25/36, Schloßgasse LageFlur: 1, Flurstück: 461/1, 461/2, 956/2, 958/2 | |           | 2855 DDB   |
| weitere Bilder       | Lokschuppen                                   | Nidda, Über der Breit 2 LageFlur: 5, Flurstück: 58/16                                       | | um 1890   | 184858 DDB |

## Ober-Lais
| Bild           | Bezeichnung | Lage                                                          | Beschreibung | Bauzeit | Objekt-Nr. |
| -------------- | ----------- | ------------------------------------------------------------- | ------------ | ------- | ---------- |
| weitere Bilder |             | Ober-Lais, Glashütter Straße 1 LageFlur: 1, Flurstück: 142    |              |         | 2907 DDB   |
| weitere Bilder |             | Ober-Lais, Glashütter Straße 3 LageFlur: 1, Flurstück: 141    |              |         | 2908 DDB   |
| weitere Bilder |             | Ober-Lais, Glashütter Straße 7 LageFlur: 1, Flurstück: 137    |              |         | 2909 DDB   |
| weitere Bilder |             | Ober-Lais, Im Kränzchen 12 LageFlur: 1, Flurstück: 135/1      |              |         | 2911 DDB   |
| weitere Bilder |             | Ober-Lais, Michelnauer Straße 2 LageFlur: 1, Flurstück: 87    |              |         | 2912 DDB   |
| weitere Bilder |             | Ober-Lais, Michelnauer Straße 16 LageFlur: 1, Flurstück: 41/2 |              |         | 2913 DDB   |
| weitere Bilder |             | Ober-Lais, Michelnauer Straße 21 LageFlur: 1, Flurstück: 95   |              |         | 2914 DDB   |
| weitere Bilder |             | Ober-Lais, Unter-Laiser Straße 2 LageFlur: 1, Flurstück: 143  |              |         | 2915 DDB   |
| weitere Bilder |             | Ober-Lais, Unter-Laiser Straße 3 LageFlur: 1, Flurstück: 90   |              |         | 2916 DDB   |
| weitere Bilder | Schulhaus   | Ober-Lais, Unter-Laiser Straße 7 LageFlur: 1, Flurstück: 82/1 |              |         | 2917 DDB   |

## Ober-Schmitten
| Bild            | Bezeichnung  | Lage                                                                     | Beschreibung | Bauzeit | Objekt-Nr. |
| --------------- | ------------ | ------------------------------------------------------------------------ | ------------ | ------- | ---------- |
| weitere Bilder  | Gesamtanlage | Ober-Schmitten, Gesamtanlage Ober-Schmitten Lage                         |              |         | 2918 DDB   |
| weitere Bilder  |              | Ober-Schmitten, Alter Weg 8 LageFlur: 1, Flurstück: 56/1                 |              |         | 2919 DDB   |
| weitere Bilder  |              | Ober-Schmitten, Alter Weg 9 LageFlur: 1, Flurstück: 85                   |              |         | 2920 DDB   |
| Bild gesucht BW |              | Ober-Schmitten, Frankfurter Straße 3 LageFlur: 1, Flurstück: 28          |              |         | 204112 DDB |
| weitere Bilder  |              | Ober-Schmitten, Friedenstraße 6 LageFlur: 1, Flurstück: 220/1            |              |         | 404221 DDB |
| weitere Bilder  |              | Ober-Schmitten, Friedenstraße 9 LageFlur: 1, Flurstück: 9                |              |         | 404226 DDB |
| weitere Bilder  |              | Ober-Schmitten, Friedenstraße 11 LageFlur: 1, Flurstück: 13              |              |         | 404223 DDB |
| weitere Bilder  |              | Ober-Schmitten, Friedenstraße 15 LageFlur: 1, Flurstück: 21              |              |         | 404225 DDB |
| weitere Bilder  |              | Ober-Schmitten, Friedenstraße 19/21 LageFlur: 1, Flurstück: 33, 34       |              |         | 404224 DDB |
| weitere Bilder  | Niddabrücke  | Ober-Schmitten, Friedenstraße (bei Nr. 10) LageFlur: 1, Flurstück: 434/9 |              |         | 404222 DDB |
| weitere Bilder  |              | Ober-Schmitten, Rhönstraße 1 LageFlur: 1, Flurstück: 226/1               |              |         | 2927 DDB   |
| weitere Bilder  |              | Ober-Schmitten, Rhönstraße 3 LageFlur: 1, Flurstück: 227                 |              |         | 2928 DDB   |
| weitere Bilder  |              | Ober-Schmitten, Sackgasse 1 LageFlur: 1, Flurstück: 222/1                |              |         | 2929 DDB   |

## Ober-Widdersheim
| Bild            | Bezeichnung              | Lage | Beschreibung | Bauzeit             | Objekt-Nr. |
| --------------- | ------------------------ | --- | --- | ------------------- | ---------- |
| weitere Bilder  | Gesamtanlage             | Ober-Widdersheim Lage | |                     | 2930 DDB   |
| Bild gesucht BW | Bahnhof                  | Ober-Widdersheim, Basaltstraße 2 LageFlur: 1, Flurstück: 445/5                                                                          | | um 1890             | 184856 DDB |
| weitere Bilder  |                          | Ober-Widdersheim, Berggasse 2 LageFlur: 1, Flurstück: 186                                                                               | | um 1690             | 2931 DDB   |
| weitere Bilder  |                          | Ober-Widdersheim, Berggasse 10 LageFlur: 1, Flurstück: 205                                                                              | | 1608                | 2932 DDB   |
| weitere Bilder  | Evangelische Pfarrkirche | Ober-Widdersheim, Berggasse 11, Berggasse, der Kirchgarten LageFlur: 1, Flurstück: 224/1, 224/2, 225, 226, 227, 228, 229, 230, 231, 460 | wehrhafte Saalkirche mit Satteldach und etwas niedrigerem, überwölbtem Altarraum auf quadratischem Grundriss, dreigeschossiger Turm an der Nordseite mittig angebaut | 13./14. Jahrhundert | 2933 DDB   |
| weitere Bilder  |                          | Ober-Widdersheim, Bräutgasse 1/3 LageFlur: 1, Flurstück: 191, 192                                                                       | |                     | 2934 DDB   |
| weitere Bilder  | Haltepunkt Häuserhof     | Ober-Widdersheim, Forststraße 27 LageFlur: 3, Flurstück: 190/8                                                                          | | 1896–97             | 807802 DDB |
| Bild gesucht BW | Sachgesamtheit Häuserhof | Ober-Widdersheim, Forststraße 31 LageFlur: 6, Flurstück: 9/2                                                                            | |                     | 2945 DDB   |
| weitere Bilder  |                          | Ober-Widdersheim, Hellersberg 3 LageFlur: 1, Flurstück: 220                                                                             | |                     | 2935 DDB   |
| weitere Bilder  |                          | Ober-Widdersheim, Wydratstraße 3 LageFlur: 1, Flurstück: 51                                                                             | |                     | 2936 DDB   |
| weitere Bilder  |                          | Ober-Widdersheim, Wydratstraße 7 LageFlur: 1, Flurstück: 56                                                                             | |                     | 2937 DDB   |
| weitere Bilder  |                          | Ober-Widdersheim, Wydratstraße 12 LageFlur: 1, Flurstück: 212, 213/2                                                                    | |                     | 2938 DDB   |
| weitere Bilder  |                          | Ober-Widdersheim, Wydratstraße 15 LageFlur: 1, Flurstück: 68                                                                            | Giebelständiges Fachwerkhaus in ortsbildprägender Funktion. Starkes Fachwerk des 17. Jhs. Inschrift 124 PSALM ... JOHANN HICHER HIERAN DER BAUHERR WARD ... DURCH GOTTES HÜLFF UND BEISTAND UND DES BAUHERRN HELBICH (helfende) HAND ... IM 1663TEN JAHR ... Kulturdenkmal wegen seiner wissenschaftlichen Bedeutung als qualitätsvolles Fachwerkhaus unmittelbar nach dem Dreißigjährigen Krieg. |                     | 2939 DDB   |
| weitere Bilder  |                          | Ober-Widdersheim, Wydratstraße 21 LageFlur: 1, Flurstück: 77                                                                            | |                     | 2941 DDB   |
| weitere Bilder  | Ehemaliger Burgmannenhof | Ober-Widdersheim, Wydratstraße 29 LageFlur: 1, Flurstück: 82                                                                            | Großer Burgmannenhof des 16. Jahrhunderts. Massives Bruchsteinuntergeschoss, Fachwerk des späten 16. Jahrhunderts. |                     | 2942 DDB   |
| weitere Bilder  |                          | Ober-Widdersheim, Wydratstraße 37 LageFlur: 1, Flurstück: 94/1                                                                          | |                     | 2943 DDB   |
| Bild gesucht BW | Schule                   | Ober-Widdersheim, Wydratstraße 54 LageFlur: 1, Flurstück: 127/3                                                                         | | 1903–1904           | 963828 DDB |
| weitere Bilder  |                          | Ober-Widdersheim, Wydratstraße 55 LageFlur: 1, Flurstück: 112/5                                                                         | |                     | 2944 DDB   |

## Schwickartshausen
| Bild            | Bezeichnung              | Lage                                                                           | Beschreibung | Bauzeit     | Objekt-Nr. |
| --------------- | ------------------------ | ------------------------------------------------------------------------------ | --- | ----------- | ---------- |
| weitere Bilder  | Evangelische Pfarrkirche | Schwickartshausen, Alte Gasse 5, Alte Gasse LageFlur: 1, Flurstück: 140, 141/1 | romanischer Westturm aus der zweiten Hälfte des 12. Jahrhunderts und frühgotisches Kirchenschiff des 13. Jahrhunderts mit eingezogenem Fünfachtelschluss | 12./13. Jh. | 2967 DDB   |
| weitere Bilder  |                          | Schwickartshausen, Alte Gasse 8 LageFlur: 1, Flurstück: 124                    | |             | 2968 DDB   |
| Bild gesucht BW | Ehemaliges Pfarrhaus     | Schwickartshausen, Bornweg 2 LageFlur: 1, Flurstück: 123/4                     | |             | 204113 DDB |
| weitere Bilder  | Schmiede                 | Schwickartshausen, Eckstraße 5/5a LageFlur: 1, Flurstück: 95/3                 | |             | 2969 DDB   |
| weitere Bilder  |                          | Schwickartshausen, Laisbachstraße 8 LageFlur: 1, Flurstück: 154/2              | |             | 2970 DDB   |
| weitere Bilder  |                          | Schwickartshausen, Laisbachstraße 14 LageFlur: 1, Flurstück: 148/3             | |             | 2971 DDB   |
| weitere Bilder  |                          | Schwickartshausen, Laisbachstraße 23 LageFlur: 1, Flurstück: 133/3             | |             | 2972 DDB   |
| weitere Bilder  | Backhaus                 | Schwickartshausen, Laisbachstraße 25 LageFlur: 1, Flurstück: 134               | |             | 2973 DDB   |

## Stornfels
| Bild            | Bezeichnung         | Lage                                                          | Beschreibung | Bauzeit | Objekt-Nr. |
| --------------- | ------------------- | ------------------------------------------------------------- | --- | ------- | ---------- |
| weitere Bilder  |                     | Stornfels, Am Höhenblick 31 LageFlur: 1, Flurstück: 74        | |         | 2974 DDB   |
| weitere Bilder  | Evangelische Kirche | Stornfels, Am Höhenblick 42 LageFlur: 1, Flurstück: 1         | klassizistischer, unverputzter Saalbau aus Bruchsteinmauerwerk mit Eckbuckelquaderung, weithin sichtbar auf dem höchsten Punkt des Ortes errichtet, Mauerwerk teilweise aus den Resten der abgegangenen mittelalterlichen Burg Stornfels, Dachreiter im Süden | 1837    | 2975 DDB   |
| weitere Bilder  | Jagdhaus Wolfslauf  | Stornfels, Außerhalb Stornfels 3 LageFlur: 8, Flurstück: 64   | |         | 2979 DDB   |
| weitere Bilder  |                     | Stornfels, Forsthausstraße 3 LageFlur: 1, Flurstück: 43       | Fachwerkeinhaus |         | 2976 DDB   |
| Bild gesucht BW | Brücke              | Stornfels, K 192 LageFlur: 3, Flurstück: 62                   | Brücke über die Ulfa | 1900    | 963830 DDB |
| weitere Bilder  |                     | Stornfels, Römerstraße 12/16 LageFlur: 1, Flurstück: 32, 33/2 | | um 1660 | 2977 DDB   |
| weitere Bilder  |                     | Stornfels, Römerstraße 18 LageFlur: 1, Flurstück: 35          | |         | 2978 DDB   |

## Ulfa
| Bild           | Bezeichnung         | Lage                                                                     | Beschreibung | Bauzeit | Objekt-Nr. |
| -------------- | ------------------- | ------------------------------------------------------------------------ | --- | ------- | ---------- |
| weitere Bilder | Gesamtanlage        | Ulfa, Gesamtanlage Ulfa Lage                                             | |         | 2980 DDB   |
| weitere Bilder |                     | Ulfa, Ernstgasse 1 LageFlur: 1, Flurstück: 196                           | |         | 2981 DDB   |
| weitere Bilder |                     | Ulfa, Hinterstraße 5 LageFlur: 1, Flurstück: 129                         | |         | 2982 DDB   |
| weitere Bilder |                     | Ulfa, Hinterstraße 25 LageFlur: 1, Flurstück: 138                        | |         | 2983 DDB   |
| weitere Bilder |                     | Ulfa, Hinterstraße 39 LageFlur: 1, Flurstück: 145/4                      | |         | 2984 DDB   |
| weitere Bilder |                     | Ulfa, Landwehrstraße 18 LageFlur: 1, Flurstück: 291                      | |         | 2987 DDB   |
| weitere Bilder |                     | Ulfa, Landwehrstraße 22 LageFlur: 1, Flurstück: 287/2                    | |         | 2988 DDB   |
| weitere Bilder |                     | Ulfa, Landwehrstraße 24 LageFlur: 1, Flurstück: 286                      | |         | 2989 DDB   |
| weitere Bilder |                     | Ulfa, Landwehrstraße 25 LageFlur: 1, Flurstück: 333                      | |         | 2990 DDB   |
| weitere Bilder |                     | Ulfa, Landwehrstraße 26 LageFlur: 1, Flurstück: 283                      | |         | 2991 DDB   |
| weitere Bilder |                     | Ulfa, Landwehrstraße 27 LageFlur: 1, Flurstück: 334                      | |         | 2992 DDB   |
| weitere Bilder |                     | Ulfa, Landwehrstraße 33 LageFlur: 1, Flurstück: 337                      | |         | 2993 DDB   |
| weitere Bilder |                     | Ulfa, Mittelstraße 14 LageFlur: 1, Flurstück: 113                        | |         | 2995 DDB   |
| weitere Bilder |                     | Ulfa, Mittelstraße 19 LageFlur: 1, Flurstück: 94                         | |         | 2996 DDB   |
| weitere Bilder |                     | Ulfa, Mittelstraße 25 LageFlur: 1, Flurstück: 99/1                       | |         | 2997 DDB   |
| weitere Bilder |                     | Ulfa, Steinstraße 1a LageFlur: 1, Flurstück: 64                          | |         | 2998 DDB   |
| weitere Bilder | Backhaus            | Ulfa, Steinstraße 3 LageFlur: 1, Flurstück: 63                           | |         | 2999 DDB   |
| weitere Bilder |                     | Ulfa, Steinstraße 4a LageFlur: 1, Flurstück: 67                          | |         | 3000 DDB   |
| weitere Bilder |                     | Ulfa, Steinstraße 8 LageFlur: 1, Flurstück: 70                           | Großvolumiges, barockes Wohnhaus durch modernen Pavillonanbau an der Giebelseite gestört. Das Fachwerk selbst jedoch gut erhalten mit weit ausgreifenden Wilde Mann-Formen und sehr schön profilierten Balkenköpfen. Ursprüngliche Türumrahmung, umlaufendes Karniers. Erstklassige Architektur aus der Zeit um 1680. Kulturdenkmal wegen seiner künstlerischen Bedeutung. |         | 3001 DDB   |
| weitere Bilder | Kriegerdenkmal      | Ulfa, Steinstraße 12 LageFlur: 1, Flurstück: 71/4                        | |         | 2985 DDB   |
| weitere Bilder |                     | Ulfa, Steinstraße 16 LageFlur: 1, Flurstück: 3/2                         | |         | 3002 DDB   |
| weitere Bilder | Evangelische Kirche | Ulfa, Steinstraße 18, Steinstraße LageFlur: 1, Flurstück: 1, 2, 3/1, 3/3 | romanischer Westturm des 12. Jahrhunderts, Mittelschiff mit Obergadenfenstern der ursprünglichen Basilika, 1721 in Saalkirche umgebaut; beherbergt eines der ältesten vollständig erhaltenen Dreiergeläute in Deutschland aus dem Jahr 1334 |         | 3003 DDB   |
| weitere Bilder |                     | Ulfa, Steinstraße 31 LageFlur: 1, Flurstück: 46                          | |         | 3004 DDB   |

## Unter-Lais
| Bild            | Bezeichnung         | Lage                                                           | Beschreibung           | Bauzeit | Objekt-Nr. |
| --------------- | ------------------- | -------------------------------------------------------------- | ---------------------- | ------- | ---------- |
| Bild gesucht BW | Gefallenendenkmal   | Unter-Lais, Unter-Laiser Straße 116 LageFlur: 2, Flurstück: 59 |                        |         | 963766 DDB |
| weitere Bilder  | Evangelische Kirche | Unter-Lais, Unter-Laiser Straße 118 LageFlur: 2, Flurstück: 61 | Saalbau mit Dachreiter | um 1200 | 3005 DDB   |

## Unter-Schmitten
| Bild           | Bezeichnung  | Lage                                                                                 | Beschreibung | Bauzeit | Objekt-Nr. |
| -------------- | ------------ | ------------------------------------------------------------------------------------ | ------------ | ------- | ---------- |
| weitere Bilder |              | Unter-Schmitten, Am Hinterhof 2 LageFlur: 1, Flurstück: 219                          |              |         | 3006 DDB   |
| weitere Bilder |              | Unter-Schmitten, Am Hinterhof 4/6 LageFlur: 1, Flurstück: 220, 221                   |              |         | 3007 DDB   |
| weitere Bilder |              | Unter-Schmitten, Am Hinterhof 8/10 LageFlur: 1, Flurstück: 225, 226                  |              |         | 3008 DDB   |
| weitere Bilder |              | Unter-Schmitten, Am Hinterhof 20/22 LageFlur: 1, Flurstück: 240/3                    |              |         | 3009 DDB   |
| weitere Bilder |              | Unter-Schmitten, Birkenstraße 10 LageFlur: 1, Flurstück: 30                          |              |         | 3011 DDB   |
| weitere Bilder | Dörrhaus     | Unter-Schmitten, Brückenstraße 6, Brückenstraße 4 LageFlur: 1, Flurstück: 50/1, 50/2 |              |         | 3013 DDB   |
| weitere Bilder |              | Unter-Schmitten, Brückenstraße 11 LageFlur: 1, Flurstück: 22                         |              |         | 3014 DDB   |
| weitere Bilder |              | Unter-Schmitten, Brückenstraße 15 LageFlur: 1, Flurstück: 17                         |              |         | 3015 DDB   |
| weitere Bilder |              | Unter-Schmitten, Brückenstraße 24/26 LageFlur: 1, Flurstück: 181/2, 184              |              |         | 3016 DDB   |
| weitere Bilder |              | Unter-Schmitten, Brückenstraße 28/30 LageFlur: 1, Flurstück: 182, 183                |              |         | 3017 DDB   |
| weitere Bilder |              | Unter-Schmitten, Brückenstraße 35 LageFlur: 1, Flurstück: 216                        |              |         | 3018 DDB   |
| weitere Bilder |              | Unter-Schmitten, Brückenstraße 37 LageFlur: 1, Flurstück: 213/3                      |              |         | 3019 DDB   |
| weitere Bilder |              | Unter-Schmitten, Brückenstraße 39 LageFlur: 1, Flurstück: 211/2                      |              |         | 3020 DDB   |
| weitere Bilder |              | Unter-Schmitten, Brückenstraße 45 LageFlur: 1, Flurstück: 200/1                      |              |         | 3021 DDB   |
| weitere Bilder | Niddabrücke  | Unter-Schmitten, Brückenstraße (bei Nr. 43) LageFlur: 1, Flurstück: 438/5            |              |         | 3012 DDB   |
| weitere Bilder |              | Unter-Schmitten, Schulweg 1 LageFlur: 1, Flurstück: 24/2                             |              |         | 3022 DDB   |
| weitere Bilder | Felsenkeller | Unter-Schmitten, Schulweg 2 LageFlur: 1, Flurstück: 21                               |              |         | 3023 DDB   |
| weitere Bilder | Felsenkeller | Unter-Schmitten, Schulweg 3 LageFlur: 1, Flurstück: 25                               |              |         | 3010 DDB   |
| weitere Bilder |              | Unter-Schmitten, Vogelsbergstraße 1 LageFlur: 1, Flurstück: 177/2                    |              |         | 3024 DDB   |

## Unter-Widdersheim
| Bild            | Bezeichnung     | Lage                                                                  | Beschreibung     | Bauzeit | Objekt-Nr. |
| --------------- | --------------- | --------------------------------------------------------------------- | ---------------- | ------- | ---------- |
| Bild gesucht BW | Gesamtanlage    | Unter-Widdersheim, Gesamtanlage Unter-Widdersheim Lage                |                  |         | 775342 DDB |
| weitere Bilder  | Ehemalige Mühle | Unter-Widdersheim, Am Klappersberg 1 LageFlur: 1, Flurstück: 105      |                  |         | 3025 DDB   |
| weitere Bilder  |                 | Unter-Widdersheim, Am Klappersberg 4/6 LageFlur: 1, Flurstück: 13, 14 |                  |         | 3026 DDB   |
| weitere Bilder  |                 | Unter-Widdersheim, Am Klappersberg 10 LageFlur: 1, Flurstück: 22      | Fachwerkhofreite |         | 204114 DDB |
| weitere Bilder  |                 | Unter-Widdersheim, Hintergasse 3 LageFlur: 1, Flurstück: 45           |                  |         | 3027 DDB   |
| weitere Bilder  |                 | Unter-Widdersheim, Oberdorfstraße 3 LageFlur: 1, Flurstück: 95        |                  |         | 3028 DDB   |
| weitere Bilder  |                 | Unter-Widdersheim, Unterdorfstraße 3 LageFlur: 1, Flurstück: 103      |                  |         | 204115 DDB |
| weitere Bilder  |                 | Unter-Widdersheim, Unterdorfstraße 8 LageFlur: 1, Flurstück: 36       |                  |         | 3029 DDB   |

## Wallernhausen
| Bild                    | Bezeichnung             | Lage                                                                   | Beschreibung                                                                 | Bauzeit   | Objekt-Nr. |
| ----------------------- | ----------------------- | ---------------------------------------------------------------------- | ---------------------------------------------------------------------------- | --------- | ---------- |
| Bild gesucht BW         | Gesamtanlage            | Wallernhausen, Gesamtanlage Wallernhausen Lage                         |                                                                              |           | 3030 DDB   |
|                         |                         | Wallernhausen, Erbsengasse 1 LageFlur: 1, Flurstück: 175               |                                                                              |           | 3032 DDB   |
|                         |                         | Wallernhausen, Erbsengasse 3 LageFlur: 1, Flurstück: 180/1             |                                                                              |           | 3033 DDB   |
| Bild gesucht BW         |                         | Wallernhausen, Erbsengasse 5 LageFlur: 1, Flurstück: 181/1             |                                                                              |           | 3034 DDB   |
| Felsenkeller            | Felsenkeller            | Wallernhausen, Erbsengasse 13 LageFlur: 1, Flurstück: 185, 186         |                                                                              |           | 3031 DDB   |
|                         |                         | Wallernhausen, Fußgasse 13 LageFlur: 1, Flurstück: 58/1                |                                                                              |           | 3035 DDB   |
|                         |                         | Wallernhausen, In der Hohl 1 LageFlur: 1, Flurstück: 90                |                                                                              |           | 3036 DDB   |
| weitere Bilder          | Evangelische Kirche     | Wallernhausen, Obergasse 6, Obergasse LageFlur: 1, Flurstück: 5/2, 5/3 | Barocke Saalkirche mit Haubendachreiter und einheitlicher Barockausstattung. | 1738–1740 | 3037 DDB   |
|                         |                         | Wallernhausen, Obergasse 7 LageFlur: 1, Flurstück: 46                  |                                                                              |           | 3038 DDB   |
| Evangelisches Pfarrhaus | Evangelisches Pfarrhaus | Wallernhausen, Obergasse 14 LageFlur: 1, Flurstück: 9                  |                                                                              | um 1810   | 3039 DDB   |
| weitere Bilder          | Wasserhochbehälter      | Wallernhausen, Pflanzenländerstraße LageFlur: 14, Flurstück: 109       |                                                                              | 1908      | 963829 DDB |
|                         |                         | Wallernhausen, Untergasse 10 LageFlur: 1, Flurstück: 88/1              |                                                                              |           | 3040 DDB   |
|                         |                         | Wallernhausen, Untergasse 12 LageFlur: 1, Flurstück: 86/1              |                                                                              |           | 3041 DDB   |
|                         |                         | Wallernhausen, Untergasse 18 LageFlur: 1, Flurstück: 110/1             |                                                                              | um 1800   | 30581      |

## Abgegangene Kulturdenkmäler
| Bild            | Bezeichnung | Lage                                   | Beschreibung | Bauzeit | Objekt-Nr. |
| --------------- | ----------- | -------------------------------------- | --- | ------- | ---------- |
| Bild gesucht BW |             | Borsdorf, Taufsteinstraße 14 Lage      | Heute: Rückwärtiges niedriges Gebäude bis zur Straße verlängert. |         |            |
| Bild gesucht BW |             | Borsdorf, Weiherstraße 3 Lage          | Heute: Neubau |         |            |
| Bild gesucht BW |             | Fauerbach, Wallernhauser Straße 8 Lage | Heute: Leere Fläche |         |            |
| Bild gesucht BW |             | Ober-Lais, Im Kränzchen 2 Lage         | Heute: Leere Fläche |         |            |
| Bild gesucht BW |             | Ober-Widdersheim, Wydratstraße 18 Lage | Heute: Leere Fläche |         |            |
| Bild gesucht BW |             | Ulfa, Landwehrstraße 7 Lage            | Heute: Leere Fläche Ehemals: Barocke Hofreite, beeinträchtigt durch angrenzenden Neubau, ursprüngliche Toreinfahrt zur Hälfte vorhanden. Das Wohnhaus insgesamt verputzt, jedoch mit alter Fenstereinteilung und Geschoßübersetzungen. An einigen Stellen ist der Putz herabgefallen und lässt Eichenfachwerk des frühen 18. Jhs. erkennen. Ursprüngliche Basaltvermauerung des Hofes z. T. erhalten. Kulturdenkmal wegen seiner künstlerischen Bedeutung. |         |            |
| Bild gesucht BW |             | Ulfa, Mittelstraße 4 Lage              | Heute: Leere Fläche Ehemals: Frühes Fachwerkwohnhaus, unter Putz liegend, mit jedoch sehr guten Fachwerkfigurationen, die teilweise erkennbar sind. Noch spätes 17. Jh., gute Qualität. Kulturdenkmal wegen seiner wissenschaftlichen Bedeutung. |         |            |

Der Fruchtspeicher aus Nidda wurde in den Hessenpark versetzt.